# Zelinja Donja
Zelinja Donja är ett samhälle i Bosnien och Hercegovina.   Det ligger i entiteten Federationen Bosnien och Hercegovina, i den nordöstra delen av landet, 110 km norr om huvudstaden Sarajevo. Zelinja Donja ligger 204 meter över havet och antalet invånare är 1 621.
Terrängen runt Zelinja Donja är kuperad åt sydväst, men åt nordost är den platt. Runt Zelinja Donja är det ganska tätbefolkat, med 93 invånare per kvadratkilometer.. Närmaste större samhälle är Gradačac, 5,4 km norr om Zelinja Donja. 
Omgivningarna runt Zelinja Donja är en mosaik av jordbruksmark och naturlig växtlighet.